# Couratari macrosperma
A Couratari macrosperma A.C.Sm. é uma árvore da família Lecythidaceae  nativa do Brasil (mas não endémica, encontrada também no Peru e na Bolívia) com distribuição entre a Floresta Atlântica e oeste da Amazônia encontrada em Áreas Antrópicas e na Floresta Ombrófila (Floresta Pluvial). 
Possui os seguintes nomes populares (Nomes Vernáculos): embirama, tauari e toari.
As árvores podem chegar até 50m de altura, apresentando uma casca escamosa a fissurada, sendo a parte externa mais espessa que a parte interna. As suas folhas são persistentes na floração. Os frutos são do tipo pixídio de cor marrom e as sementes são do tipo alada.